# Sangin
Sangin est une ville de la province de Helmand au sud de l'Afghanistan.
Sa population est d'environ 20 000 habitants.
Sangin est connue pour être au centre du trafic d'opium au sud du pays, et un des bastions des talibans. La région de Sangin a été décrite comme étant « la zone la plus dangereuse d'Afghanistan » en 2010.